# Didier Decoin
Didier Decoin (n. 13 martie 1945, Boulogne-Billancourt, Franța) este un scenarist și scriitor francez, distins cu Premiul Goncourt în 1977.

## Biografie
Este fiul cineastului Henri Decoin⁠(d). Și-a început cariera ca jurnalist la France Soir⁠(d), Le Figaro și VOD și la radio Europe 1. În același timp, a început să scrie.
În timp ce își continua activitatea de scriitor, a devenit scenarist de film și televiziune (și a adaptat scenarii pentru televiziune, cum ar fi marile filme de televiziune Mizerabilii, Contele de Monte Cristo, Balzac și Napoleon ).
În 1995, a devenit secretar al Academiei Goncourt.

### Romane
- Le Procès à l'Amour (Seuil, 1966) (Bourse Del Duca)
- La Mise au monde (Seuil, 1967)
- Laurence (Seuil, 1969)
- Elisabeth ou Dieu seul le sait (Seuil, 1970) (prix des Quatre Jurys)
- Abraham de Brooklyn (Seuil, 1971) (prix des Libraires)
- Ceux qui vont s'aimer (Seuil, 1973)
- Un policeman (Seuil, 1975)
- John l'Enfer (Seuil, 1977) (Premiul Goncourt)
- Le bureau des jardins et des étangs' (Stock,2017)
- La Dernière Nuit (Balland, 1978)
- L'Enfant de la mer de Chine (Seuil, 1981 )
- Les Trois vies de Babe Ozouf (Seuil, 1983)
- Autopsie d'une étoile (Seuil, 1987)
- Meurtre à l'anglaise (Mercure de France, 1988)
- La Femme de chambre du Titanic (Seuil, 1991)
- Docile (Seuil, 1994)
- La Promeneuse d'oiseaux (Seuil, 1996)
- La Route de l'aéroport (Fayard, 1997)
- Louise (Seuil, 1998)
- Madame Seyerling (Seuil, 2002)
- Avec vue sur la Mer (Nil Editions, 2005), Prix du Cotentin 2005, Prix Livre & Mer Henri-Queffélec 2006
- Henri ou Henry: le roman de mon père (Stock, mai 2006)
- Est-ce ainsi que les femmes meurent (Grasset, februarie 2009)
- Le bureau des jardins et des étangs (Stock, 2017)

### Eseuri
- Il fait Dieu (Julliard 1975, Fayard 1997)
- La Nuit de l'été (cu film de JC Brialy, Balland 1979)
- La Bible racontée aux enfants (Calmann-Levy)
- Il était une joie. . . Andersen (Ramsay, 1982)
- Béatrice en enfer (Lieu Commun, 1984)
- L'Enfant de Nazareth (cu Marie-Hélène About, Nouvelle Cité, 1989)
- Elisabeth Catez ou l'Obsession de Dieu (Balland, 1991), Prix de littérature religieuse 1992
- Lewis și Alice (Laffont, 1992)
- Jésus, le Dieu qui riait (Stock, 1999)
- „Dictionnaire amoureux de la Bible”

### Lucrări în colaborare
- La Hague, cu Natacha Hochman (fotografie) (Isoète, 1991)
- Cherbourg, cu Natacha Hochman (fotografie) (Isoète, 1992)
- Presqu'île de lumière, cu Patrick Courault (fotografie) (Isoète, 1996)
- Sentinelles de lumière, cu Jean-Marc Coudour (fotografie) (Desclée de Brouwer, 1997)

### Scenarii
- La Merveilleuse Visite (dir. Marcel Carné, 1973)
- La Bible (dir. Marcel Carné, 1976)
- I... de la Icar (dir. Henri Verneuil, 1979)
- L'Indic (dir. Serge Leroy, 1983)
- De guerre lasse (dir. Robert Enrico, 1987)
- Un bon petit diable (dir. Jean-Claude Brialy )
- L'homme voilé⁠(d) (dir. Maroun Bagdadi, 1987)
- Mașină de dans⁠(d) (dir. Gilles Béhat, 1990)
- Din viață (dir. Maroun Bagdadi, 1991)
- Des feux mal éteints (dir. Serge Moati, 1994)
- Jakob mincinosul (dir. Peter Kassovitz, 1999)
- Contele de Monte Cristo (dir. Josée Dayan, 1999, miniserie TV)
- Balzac (dir. Josée Dayan, 1999, miniserie TV)
- Le Roi danse⁠(d) (dir. Gérard Corbiau (2000)
- Les Misérables (dir. Josée Dayan, 2000, miniserie TV)